# Paul Merson
Paul Charles Merson est un footballeur anglais né le 20 mars 1968 à Harlesden un quartier de Londres. Il jouait en tant que milieu de terrain.

## Biographie
Il aura marqué toute une génération de jeunes joueurs grâce à son talent, quelque peu gâché par ses problèmes d'alcoolisme et des paris dérisoires qui lui ont fait perdre beaucoup d'argent. Il aura aussi des problèmes de drogue à un moment de sa carrière.
Il était surnommé 'The Magic Man' ou encore 'The Merse'.
Il est aujourd'hui consultant sportif.
En 2019 il est candidat de la deuxième saison de Celebs on the Farm. Il remporte l'émission.  
En 2024 il participe à la 22e saison de Strictly Come Dancing.

## Carrière joueur
- 1986-1987 : Arsenal FC  Angleterre
- 1986-1987 : Brentford FC  Angleterre
- 1987-1997 : Arsenal FC  Angleterre
- 1997-1999 : Middlesbrough FC  Angleterre
- 1998-2002 : Aston Villa  Angleterre
- 2002-2003 : Portsmouth FC  Angleterre[1]

## Palmarès

### En club
- Vainqueur de la Coupe d'Europe des Vainqueurs de Coupe en 1994 avec Arsenal FC
- Champion d'Angleterre en 1989 et en 1991 avec Arsenal FC
- Vainqueur de la FA Cup en 1993 Arsenal FC
- Vainqueur de la League Cup en 1993 avec Arsenal FC
- Vainqueur de la Coupe Intertoto en 2001 avec Aston Villa
- Champion d'Angleterre de First Division en 2003 avec Portsmouth FC
- Finaliste de la Supercoupe d'Europe en 1994 avec Arsenal FC
- Finaliste de la Coupe d'Europe des Vainqueurs de Coupe en 1995 avec Arsenal FC
- Finaliste de la FA Cup en 2000 avec Aston Villa

### EnÉquipe d'Angleterre
- 21 sélections et 3 buts entre 1991 et 1998
- Participation au Championnat d'Europe des Nations en 1992 (Premier Tour)
- Participation à la Coupe du Monde en 1998 (1/8 de finaliste)

### Distinctions individuelles
- Élu meilleur jeune joueur de l'année de First Division en 1989
- Élu joueur du mois de Premier League en février 2000